# Copa dos Campeões
Die Copa dos Campeões war ein erstmals 2000 ausgetragener Fußballwettbewerb in Brasilien. Dieser wurde vom nationalen Fußballverband CBF organisiert und fand drei Mal statt.

## Hintergrund
Der Wettbewerb diente der Ermittlung eines Teilnehmers an der Copa Libertadores, dem wichtigsten südamerikanischen Vereinsfußballwettbewerb. Die Sieger von im Vorwege veranstalteten regionalen Turnieren nahmen an dem Wettbewerb teil. Es handelte sich dabei um Turniere:
- Copa do Nordeste
- Copa Centro-Oeste
- Copa Norte
- Copa Sul-Minas
- Torneio Rio-São Paulo
- Staatsmeisterschaft von Rio de Janeiro
- Staatsmeisterschaft von São Paulo

## Die Finalspiele
| Saison | Pokalsieger  | Ergebnis            | Finalist     |
| ------ | ------------ | ------------------- | ------------ |
| 2000   | SE Palmeiras | 2:1                 | Sport Recife |
| 2001   | CR Flamengo  | 5:3 2:3             | FC São Paulo |
| 2002   | Paysandu SC  | 1:2 4:3 (3:0 i. E.) | Cruzeiro EC  |